# Antitoxina
Una antitoxina és un anticòs capaç de neutralitzar una toxina específica. Les antitoxines són produïdes per certs animals, plantes i bacteris. Tot i que són particularment eficients a l'hora de neutralitzar toxines, també poden matar bacteris i altres microorganismes. Les antitoxines són produïdes dins dels organismes, però se les pot injectar en altres organismes, incloent-hi els humans. Aquest procés implica injectar a un animal una quantitat segura d'una determinada toxina. Aleshores, el cos de l'animal produeix l'antitoxina necessària per neutralitzar la toxina. Després, es treu sang de l'animal. Quan s'obté l'antitoxina d'aquesta sang, és purificada i injectada en un humà o un altre animal, induint una immunitat passiva. Per a evitar la malaltia del sèrum, el millor sovint és utilitzar antitoxines generades per la mateixa espècie (per exemple, utilitzar antitoxines humanes per a tractar humans).